# Mountainaire
Mountainaire é uma Região censo-designada localizada no estado americano de Arizona, no Condado de Coconino.

## Demografia
Segundo o censo americano de 2000, a sua população era de 1014 habitantes.

## Geografia
De acordo com o United States Census Bureau, a localidade tem uma área de 26,5 km², sem área coberta por água. Mountainaire localiza-se a aproximadamente 2074 m acima do nível do mar.

## Localidades na vizinhança
O diagrama seguinte representa as localidades num raio de 40 km ao redor de Mountainaire.